# Сервий Сульпиций Гальба (легат)
Сервий Сульпиций Га́льба (лат. Servius Sulpicius Galba; умер после 86 года до н. э.) — римский военачальник из патрицианского рода Сульпициев, участвовавший в качестве легата в Союзнической и Первой Митридатовой войнах. Прапрадед императора Сервия Сульпиция Гальбы.

## Биография
Сервий Сульпиций принадлежал к знатному патрицианскому роду Сульпициев, предположительно происходившему из Камерина. Первый Сульпиций (из упоминающихся в источниках) был консулом в 500 году до н. э., а в дальнейшем представители этого рода регулярно занимали высшие римские должности. Предполагаемый дед Сервия, носивший тот же преномен, был консулом в 144 году до н. э., считался выдающимся оратором и одним из богатейших римлян; предполагаемый отец, Гай Сульпиций, был видным юристом, но политическую карьеру не сделал, поскольку стал одной из жертв политических судебных процессов времён Югуртинской войны.
В источниках сохранилось немного надёжных свидетельств о Сервии Сульпиции. Осенью 91 года до н. э. он оказался в числе сенаторов, разосланных по разным регионам Италии, чтобы удержать союзников от восстания против Рима. Гальба поехал в Луканию, и его миссия закончилась неудачей. Он сам, по словам эпитоматора Тита Ливия, был «взят в плен луканцами с помощью одной женщины, на которую он положился»; позже его выкупили из плена.
Несмотря на усилия правительства Республики, всеобщее восстание началось. В связи с последующими событиями античные авторы неоднократно упоминают римского легата Сульпиция, и в каждом конкретном случае исследователи могут только предполагать, кто конкретно имеется в виду — Сервий Сульпиций Гальба или его сородич Публий Сульпиций (в некоторых источниках Публий Сульпиций Руф), впоследствии народный трибун и популяр. Последний точно был легатом в 89 году до н. э.
Согласно Аппиану, Сульпиций действовал в 90 году до н. э. против восставших в Пицене на севере Италии. Там этот легат атаковал с тыла марсов во главе с Титом Лафрением, осаждавших в городе Фирм армию Гнея Помпея Страбона. Некоторое время шла упорная схватка, в которой обе стороны несли большие потери, но Сульпиций приказал поджечь вражеский лагерь, и это решило исход битвы. Лафрений погиб, а остатки его войска укрылись в Аускуле, позже взятом Помпеем. Долгое время существовала гипотеза, что этот Сульпиций — Публий, но антиковед К. Цикориус обратил внимание в связи с этой проблемой на текст декрета Страбона о предоставлении гражданства турме испанских всадников (17 ноября 89 года до н. э., сразу после взятия Аускула). Обрывок текста …cius C. f. Ani… он расшифровал как часть слов Ser. Sulpicius C. f. Aniensi tribu («Сервий Сульпиций, сын Гая, из Аниенской трибы»). Большинство исследователей согласно с такой расшифровкой и соответственно полагает, что у Аппиана речь идёт о Гальбе.
Орозий рассказывает о легате Помпея Страбона по имени Сульпиций, который в 89 году до н. э. разбил марруцинов и вестинов, а потом «в ходе ужасного сражения у реки Теана» одержал ещё одну большую победу. В этой битве погиб второй предводитель марсов, Квинт Попедий Силон; при этом, по данным Аппиана, Силон был убит в бою с Квинтом Цецилием Метеллом Пием. Эпитоматор Ливия тоже сообщает о легате Сульпиции, который разбил марруцинов и «отбил их область». Предположительно на этот раз речь о Публии. Роберт Броутон, выпустивший свой классический справочник по римским магистратам в начале 1950-х годов, был уверен, что это всё-таки Сервий.
У эпитоматора Ливия упоминается ещё и Секст Сульпиций (Sex. Sul.), который в 90 году до н. э. победил пелигнов. Преномен Секст был не в ходу у Сульпициев, и поэтому многие исследователи полагают, что в действительности речь идёт о Сервии Сульпиции, то есть Гальбе. Но есть и альтернативное мнение: ошибка могла быть допущена в номене, и пелигнов мог победить проконсул Секст Юлий Цезарь.
Позже Гальба принял участие в Первой Митридатовой войне под началом Луция Корнелия Суллы. В 86 году до н. э. в битве при Херонее он вместе с Луцием Гортензием возглавлял резервные когорты, задачей которых было не допустить окружения; по данным Аппиана, Гальбе пришлось сдерживать напор основных сил противника, пока Сулла не пришёл ему на помощь. После этого Сервий Сульпиций уже не упоминается в источниках. Предположительно он погиб либо в последующих битвах с понтийцами, либо в начавшейся в 83 году до н. э. гражданской войне.
У Сервия Сульпиция был сын того же имени, претор 54 года до н. э., неудачно претендовавший на консулат 49 года до н. э. Правнук Сервия-младшего в 68 году н. э. захватил, хотя и ненадолго, императорскую власть.